# Grapher
Grapher — програма для побудови графіків математичних функцій. З'явилася у Mac OS X Tiger як аналог програми Graphing Calculator для класичної Mac OS. Серед можливостей програми: побудова двовимірних графіків у декартовій та полярній системі координат, побудова трьох-вимірних графіків у декартовій та циліндричній системах координат.
Програма підтримує експорт готового графіку у рідні графічні формати для подальшої обробки чи публікації.